# Johann Nepomuk Mälzel
Johann Nepomuk Mälzel (Regensburg, 15. kolovoza 1772. − La Guaira, Venezuela, 21. srpnja 1838.) bio je njemački izumitelj i inženjer. Bavio se konstruiranjem mehaničkih muzičkih instrumenata, a jedan od njegovih najpoznatijih izuma je metronom.